# تشارلز مور (منافس ألعاب قوى)
تشارلز مور (بالإنجليزية: Charles Moore)‏ هو منافس ألعاب قوى أمريكي، ولد في 12 أغسطس 1929 في كوتسفيل في الولايات المتحدة.

## وصلات خارجية
- تشارلز مور على موقع الاتحاد الأمريكي لسباقات المضمار والميدان، قاعة المشاهير (الإنجليزية)
- تشارلز مور على موقع اللجنة الأولمبية الدولية (الإنجليزية)
- تشارلز مور على موقع أوليمبيديا (الإنجليزية)